# Réserve nationale de La Chimba
La réserve nationale de La Chimba est l’une des 52 réserves naturelles situées dans les zones sauvages protégées du Chili. Elle est située à 15 km au nord de la ville d’Antofagasta. Elle s’étend sur les pentes occidentales de la Cordillère de la Côte.
La dégradation anthropique du secteur a provoqué la création de la réserve nationale par le ministère de l'Agriculture, par le décret n°71 du 12 mai 1988, qui a été publié au Journal officiel le 13 juillet 1988.
Dans la zone protégée se trouvent les ruines de La Chimba et Los Cactus, ainsi que diverses falaises qui sont présentées comme un signe de l’existence de la Cordillère de la Côte.
Depuis janvier 2014, la réserve est fermée au grand public afin de la restaurer et d’atténuer les dommages causés par les visiteurs et par la proximité de la décharge municipale, qui sera déplacée.

## Biologie
La Chimba possède environ 90 espèces de plantes vasculaires, dont la croissance est favorisée par le microclimat désertique côtier apporté par la camanchaca présente dans le secteur.
Parmi les espèces présentes dans la région figurent l’Heliotropium eremogenum et la Gutierrezia espinosae, qui se trouvent également dans le parc national Morro Moreno.
La présence d’eaux salées dans divers secteurs de la réserve constitue des microclimats pour la concentration de faune, soulignant la présence de l’escargot de versant (Littoridina chimbaensis), espèce endémique de la branche,.

## Accès
La Chimba est située à 15 km au nord de la ville d’Antofagasta. Elle est accessible par la route 1, à un kilomètre du début des autoroutes d’Antofagasta (kilomètre 11). Son chemin d’accès riverain s’étend sur 3 km et se trouve à proximité de la décharge de la ville.